# Хатідзьо (острів)
О́стрів Хатідзьо́ (яп. 八丈島, はちじょうじま, МФА: [hat͡ɕid͡ʑoːd͡ʑima], «Острів Хатіро») — острів вулканічного походження в західній частині Тихого океану. Складова групи островів Ідзу, другий за величиною найбільший острів групи. Належить містечку Хатідзьо області Хатідзьо префектури Токіо, Японія. Віддалений від столиці Токіо на 290 км. Станом на 2007 рік площа острова становила 62,52 км², населення — 8363 особи, довжина — 14 км, довжина берегової лінії — 59 км.
За обрисами острів нагадує гарбуз-горлянку. На північному заході лежить вулкан Нісіяма (Хатідзьо-Фудзі), висотою 854 м, а на південному сході — вулкан Хіґасіяма (Міхара), висотою 701 м. Нісіяма є найвищою точкою островів Ідзу. Протягом 1487 — 1605 років було зафіксовано 5 вивержень цього вулкану. Між обома вулканами розташована рівнина. На території Хіґасіями є багато джерел та річок, вода з яких використовується в побутових і сільськогосподарських потребах. Острів є найбагатшим на водні ресурси з усіх островів Ідзу — лише тут існує гідроелектростанція та заливні рисові поля. Клімат на острові морський субтропічний. За показниками 1961 — 1990 років річна середня температура становила 18,1 °C, а кількість опадів — 3073,2 мм. В січні найнижча середня температура була 10,2 °C. Близько 80 % острівного лісу складають вічнозелені дерева — камелії, каштанники, айви тощо.
До середини 19 століття був місцем заслання політичних злочинців. Назва самого острова походить імені самурайського полководця Мінамото Таметомо, на прізвисько Хатіро, що був засланий сюди після поразки в смуті Хоґен. У 17 столітті на острові мешкав інший інакодумець, самурайський полководець, учасник корейсько-японської війни Укіта Хідеїе. У 19 столітті Кондо Томідзо, що відбував покарання на острові, упорядкував 69-томні «Записи про Хатідзьо», в яких описав життя і побут остров'ян.
Основою економіки острова є сільське господарство, рибальство, шовківництво, вирощування субтропічних і тропічних садових рослин. Провідне місце посідає туризм — пляжний відпочинок, серфінг, підводне плавання тощо. Острів інколи називають «японськими Гаваями». Сполучення зі столицею здійснюється поромами й літаками. Острів є складовою Національного парку Фудзі-Хаконе-Ідзу.

## Галерея

Хатідзьо на карті островів Ідзу
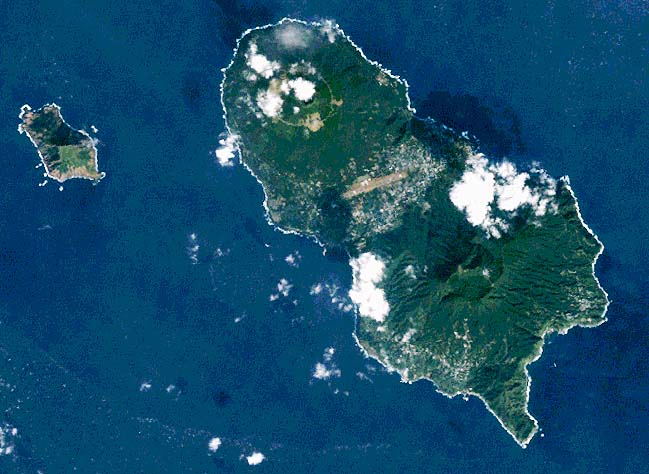
Хатідзьо (справа) і Острів Хатідзьо-Малий (зліва)